# Crematogaster cornigera
Crematogaster cornigera är en myrart som beskrevs av Auguste-Henri Forel 1902. Crematogaster cornigera ingår i släktet Crematogaster och familjen myror. Inga underarter finns listade i Catalogue of Life.